# Ostrzeszów
Ostrzeszów (niem. Schildberg) – miasto w województwie wielkopolskim, w Kaliskiem, na ziemi wieluńskiej, na Wzgórzach Ostrzeszowskich, siedziba powiatu ostrzeszowskiego i gminy Ostrzeszów.
Ostrzeszów uzyskał lokację miejską przed 1283 rokiem.  W końcu XVI wieku miasto królewskie w starostwie ostrzeszowskim w powiecie ostrzeszowskim województwa sieradzkiego.
Według danych z 31 grudnia 2023 miasto liczyło 14 095 mieszkańców.

## Historia miasta

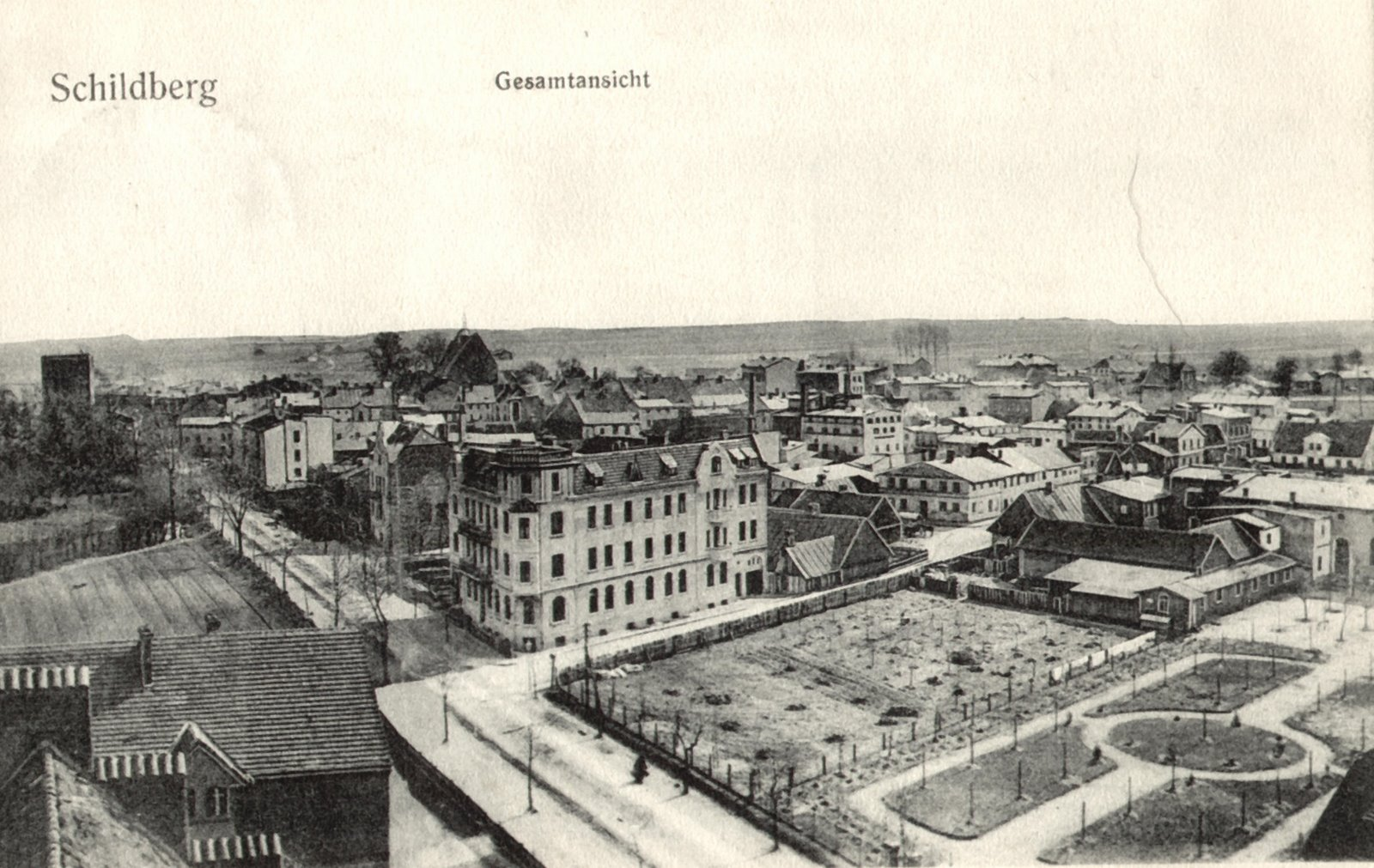
Ostrzeszów w czasie zaborów (XIX/XX w.) – widok z zamkowej góry

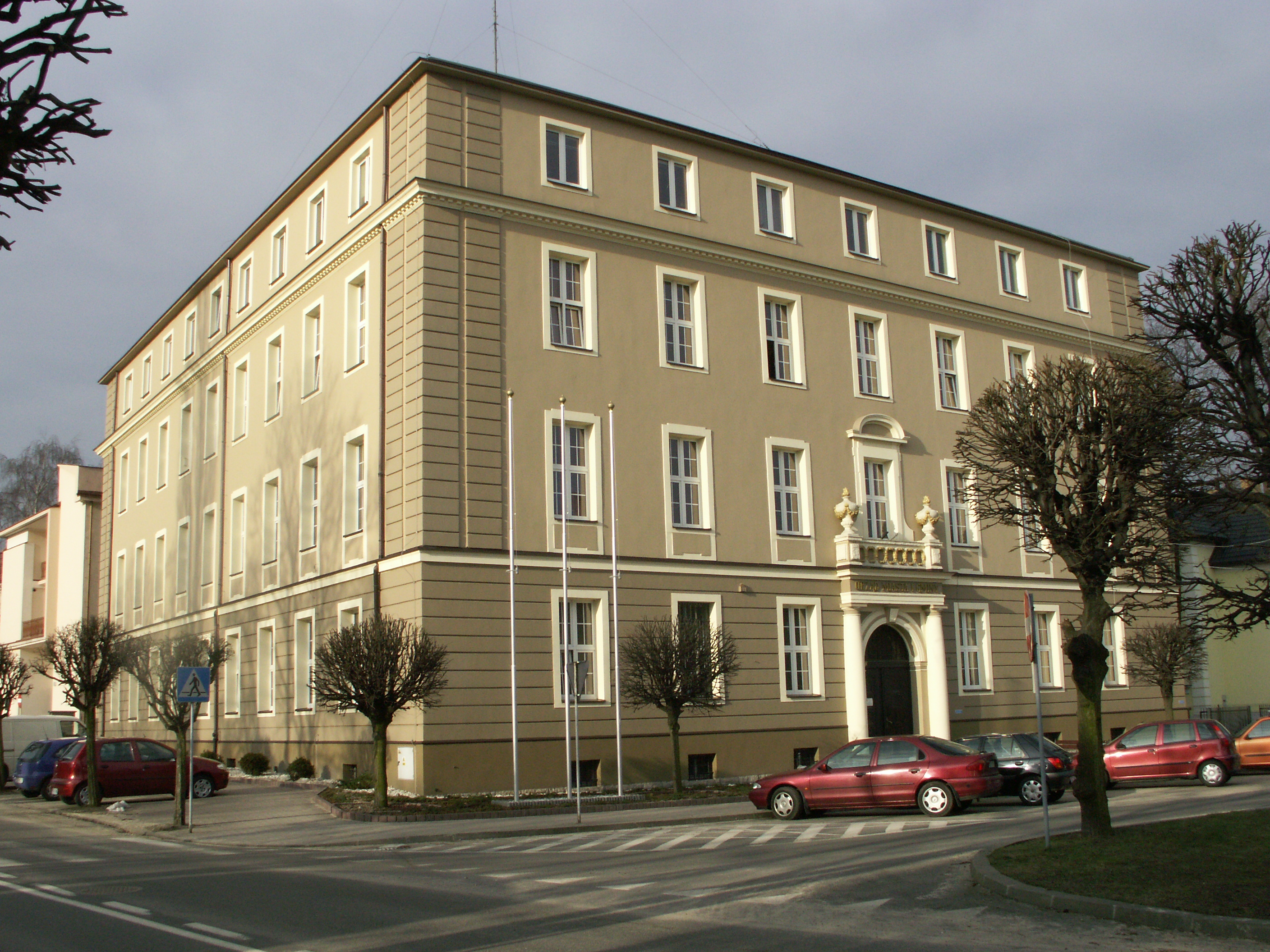
Urząd miasta i gminy Ostrzeszów

Pierwsza wzmianka o Ostrzeszowie pochodzi z 1283 roku. Było to miasto królewskie na szlaku handlowym Wrocław–Kalisz–Toruń. Prawa miejskie otrzymało w 1260 roku. W XIV w. wzniesiono zamek i otoczono miasto murami. W XVI–XVIII w. Ostrzeszów był starostwem grodowym, siedzibą powiatu, a w okresie od końca XIV w. do rozbiorów Polski także miejscem zbierania się sądów szlacheckich zwanych ziemskimi i grodzkimi.

### Rozbiory Polski
W wyniku II rozbioru Polski (1793) cała ziemia wieluńska (i leżący w niej Ostrzeszów) znalazła się w zaborze pruskim. W 1793 do Ostrzeszowa włączono pobliskie miasto Borek. Od 1795 Ostrzeszów leżał w departamencie kaliskim Prus Południowych. Po utworzeniu Księstwa Warszawskiego (1807) Ostrzeszów leżał w departamencie kaliskim. Po kongresie wiedeńskim (1815) Ostrzeszów znalazł się poza granicami województwa kaliskiego Królestwa Polskiego i został włączony do Królestwa Prus.
W 1905 w mieście mieszkało 4946 osób, w tym 72% Polaków, 19% Niemców i 6% Żydów.

### II wojna światowa

#### Wojna obronna
1 września 1939 o godz. 5.00 nad Ostrzeszowem pojawiły się pierwsze niemieckie bombowce. Armia niemiecka kierowana przez gen. Johannesa Blaskowitza wkroczyła na teren powiatu kępińskiego.
Oddziałom niemieckim przeciwstawił się ostrzeszowski Batalion Obrony Narodowej, składający się z kompanii ostrzeszowskiej, mikstackiej i grabowsko-doruchowskiej. Jego dowódcą był kpt. Józef Waydowicz. Obrona Narodowa wzmocniona była dwoma kompaniami 28. Pułku Piechoty i baterią lekkiej artylerii z Armii „Łódź”.
Po pierwszych granicznych utarczkach większa wymiana strzałów między wojskiem niemieckim a Obroną Narodową miała miejsce na wzgórzach parzynowsko-ostrzeszowskich. Pod Bałczyną poległ żołnierz obrony narodowej Antoni Płachta. Była to pierwsza ofiara walki obronnej o Ostrzeszów.
Szybki przemarsz wojsk niemieckich był wynikiem działania między innymi V kolumny, która na terenie powiatu ostrzeszowskiego i kępińskiego przejawiała szczególną aktywność. Przywódcą jej na terenie Ostrzeszowa był nauczyciel wędrowny Paul Hirsch.
W obawie przed zbliżającymi się wojskami niemieckimi większość ludności Ostrzeszowa opuściła swoje domostwa. Podczas wejścia wojsk hitlerowskich w mieście było tylko kilku starców. Niemcy wkroczyli do Ostrzeszowa w południe 1 września. Ludność wraz z dobytkiem uciekała na wschód, przez Bukownicę i Grabów, w stronę Błaszek.

#### Okupacja niemiecka
W okresie okupacji niemieckiej podczas II wojny światowej Ostrzeszów został przemianowany na „Schildberg”.
W Ostrzeszowie pierwszym aktem terroru była branka zakładników spośród powracających Polaków i umieszczanie ich w więzieniu sądowym. Mieli oni ręczyć za bezpieczeństwo oddziałów niemieckich i miejscowych Niemców.
Społeczność polską utrzymywano w atmosferze stałej grozy i strachu. Cel ten realizowano od pierwszych miesięcy okupacji poprzez aresztowania i rozstrzeliwania. 5 września 1939 rozstrzelano dwóch mieszkańców Bukownicy. W okresie tym zamordowano także kilkunastu mężczyzn w tzw. lesie klasztornym.
W okresie administracji wojskowej aresztowano w Ostrzeszowie około 20 osób. Aresztowania, rozstrzeliwania i wywozy do obozów koncentracyjnych trwały przez całą wojnę. Dalsze aresztowania na większą skalę przeprowadzono 24 kwietnia i 3 maja 1940. Wywieziono wtedy do obozów koncentracyjnych 60 osób. W obozach koncentracyjnych zginęło 85 osób z Ostrzeszowa i okolicznych miejscowości.
Integralną częścią niemieckiej polityki narodowościowej były wysiedlenia. Niemcom chodziło o całkowitą germanizację tzw. ziem wcielonych do Rzeszy. Jednym z ogniw tego planu było wysiedlenie rodzimej ludności, najkonsekwentniej przeprowadzone w Wielkopolsce. Pierwsze zorganizowane wysiedlenia przeprowadzono 6 grudnia 1939. Dokonano je na podstawie wcześniej sporządzonych list, na które w pierwszej kolejności wpisywano nazwiska działaczy politycznych i społecznych. Łącznie wysiedlono wtedy około 30 rodzin do Generalnego Gubernatorstwa. Mieszkania, przedsiębiorstwa i gospodarstwa po wysiedlonych mieszkańcach Ostrzeszowa zajmowali miejscowi Niemcy lub Niemcy z III Rzeszy. Osiedliło się ich w Ostrzeszowie 2300.
Obok wysiedleń, wywóz do Rzeszy na tzw. roboty przymusowe był przez okupanta powszechnie stosowaną metodą bezpośredniej eksterminacji Polaków. Wywóz na roboty odbywał się początkowo według ustalonych list, na których znajdowali się Polacy w wieku od 12 do 70 lat. Później przeprowadzano również łapanki, odbywające się na ulicach i w domach. Polacy najczęściej byli zatrudniani w rolnictwie, ale pracowali także w fabrykach.

#### Obozy jenieckie w Ostrzeszowie

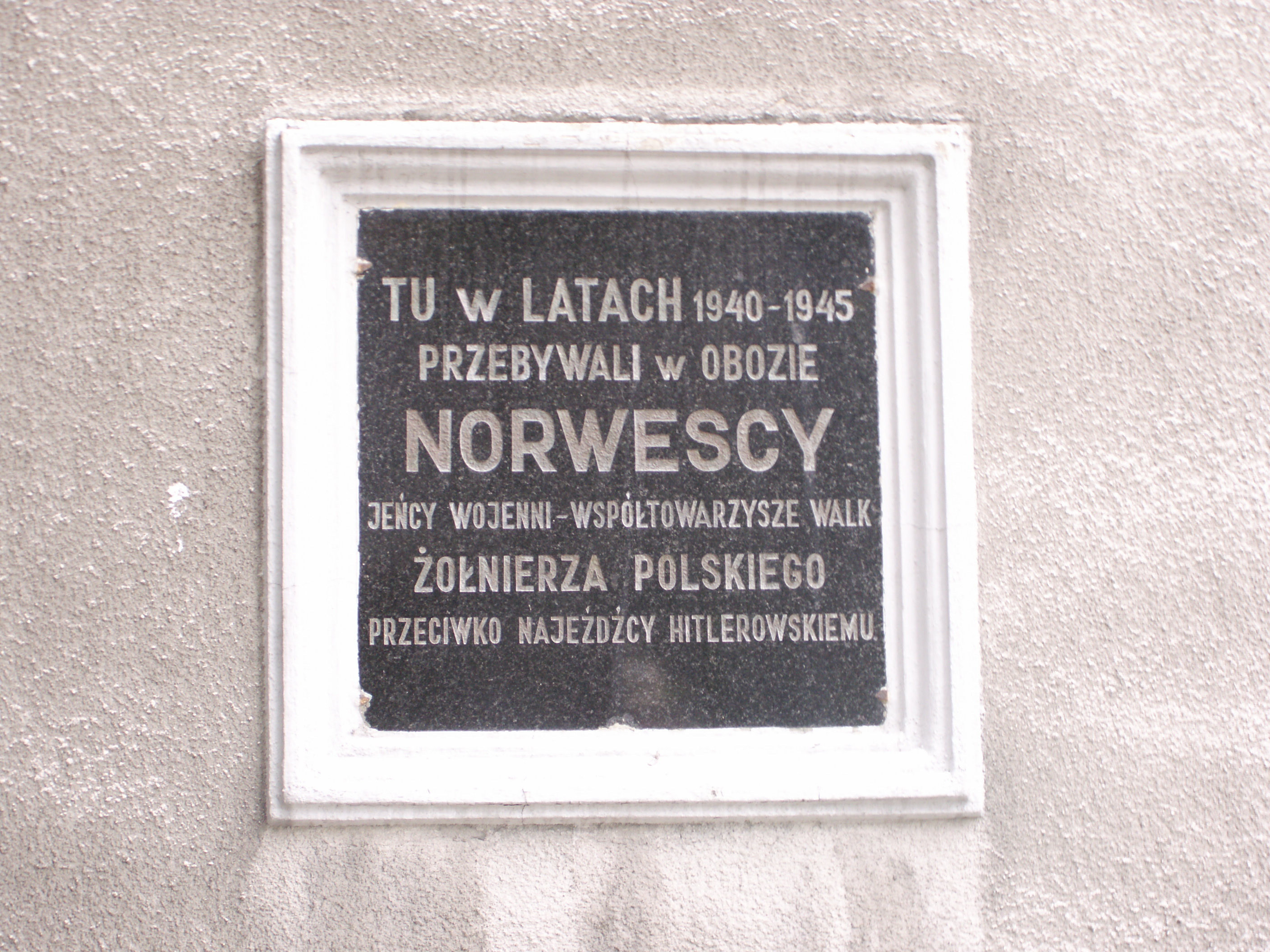
Tablica upamiętniająca pobyt jeńców norweskich w ostrzeszowskim liceum

W latach 1939–1945 łącznie przebywało w Ostrzeszowie co najmniej 125 tysięcy jeńców polskich i alianckich.
Ostrzeszów liczył w 1939 r. 5700 mieszkańców. Wysiedlenia i wywózki na roboty znacznie zmniejszyły tę liczbę. Zaledwie kilka gmachów, w tym liceum i internat ks. Salezjanów, służyły jako pomieszczenia dla jeńców. Reszta budynków mogła być uważana jedynie za pomieszczenia zastępcze.
W szczytowym okresie, w obozach jenieckich w Ostrzeszowie przebywało ponad 30 tysięcy jeńców, których bardzo dotknęły ciężkie warunki. Groziła interwencja Międzynarodowego Czerwonego Krzyża. W obawie skandalu hitlerowcy zmienili komendanta obozu. Nowym komendantem został pastor ewangelicki, który podjął próbę uporządkowania całości. W 1940 określono też oficjalnie charakter obozu, dając mu właściwą nazwę Gefangenenlager – „Stalag XII”, czyli Soldatenlager. W istocie był to „Halag” – Heitmatlager, z którego zwalniano i „Dulag” – Durchgangslager, czyli obóz przejściowy do innych obozów. Mimo to jeńcy byli tu całymi latami, jak np. Norwegowie (od 1941 – z przerwami – do 1945).
Od 11 listopada do 8 grudnia 1939 w Ostrzeszowskim obozie jenieckim przebywała grupa franciszkanów z Niepokalanowa. Było ich w ostrzeszowskim obozie 47 osób. Wśród nich o. Maksymilian Maria Kolbe. Udało mu się uzyskać od nowego komendanta obozu pozwolenie na rozdanie komunii św.

#### Schyłek okupacji niemieckiej
W wyniku pomyślnie rozwijającej się ofensywy Armii Czerwonej Niemcy zmuszeni zostali do podjęcia obrony swych pozycji w Wielkopolsce. Zgodnie z zarządzeniem Greisera z lipca 1944 ludność Wielkopolski zobowiązana była do udziału w pracach przy budowie okopów. Mieszkańcy Ostrzeszowa od początku czerwca 1944 byli masowo wywożeni do robót przy budowie umocnień obronnych w powiecie wieluńskim, do miejscowości Osjaków i Dylów. Pracowali tam przy kopaniu rowów strzeleckich i przeciwczołgowych oraz przy budowie bunkrów.
18 stycznia 1945 wjechała do Ostrzeszowa grupa hitlerowskich samochodów ciężarowych z uciekinierami. Tego samego dnia rozpoczęła się ewakuacja obozu jenieckiego. Następnego dnia Niemcy w Ostrzeszowie otrzymali rozkaz opuszczenia miasta. Uciekali pieszo, na wozach oraz samochodami. Ucieczka była żywiołowa i przebiegała w trudnych warunkach.
W ostatnich godzinach pobytu w Ostrzeszowie hitlerowcy dokonali bestialskich morderstw. Rankiem 20 stycznia 1945 uzbrojeni niemieccy żandarmi zjawili się w mieszkaniach obywateli polskich. Aresztowanych sprowadzono na rynek pod ratusz, gdzie pozostawali pod silną strażą. Napotkanych na ulicach mężczyzn zatrzymywały patrole i przekazywały ich na rynek. Nierzadko bito przy tym aresztowanych kolbami, a od czasu do czasu na ulicach rozlegał się strzał. To żandarmi niemieccy strzelali do Polaków. Zamordowali oni na ulicach miasta 14 osób, w tym jednego Niemca – przesiedleńca znad Morza Czarnego. Aby jeszcze bardziej sterroryzować aresztowanych niemieccy żandarmi urządzili na oczach współwięźniów pokazowe rozstrzelanie jednego z aresztowanych. Był to uczeń krawiecki Walenty Płaczek pochodzący z okolicy Ostrzeszowa. Te wydarzenia zapisały się w historii miasta jako Krwawa Sobota.
Trwającą od 1939 okupację niemiecką przerwała w 1945 ofensywa Armii Czerwonej. Po walkach z oddziałami niemieckimi miasto zdobył 21 stycznia 1945 10 Gwardyjski Korpus Pancerny z 4 Gwardyjskiej Armii Pancernej należący do 1 Frontu Ukraińskiego.
W walkach o miasto poległo 20 Niemców i 11 żołnierzy radzieckich.
W latach 1960–1972 miasto było siedzibą, ale nie należało do gromady Ostrzeszów. W latach 1975–1998 miasto administracyjnie należało do województwa kaliskiego.

## Zabytki

### Zamek kazimierzowski

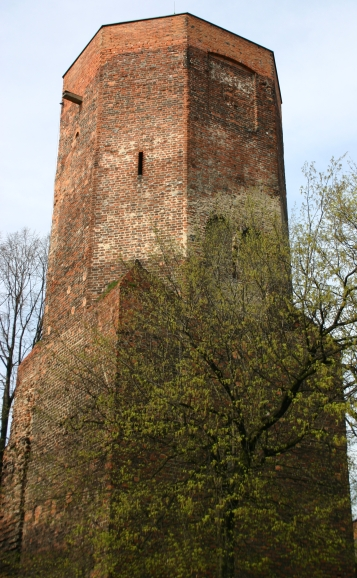
Wieża zamkowa (2008)

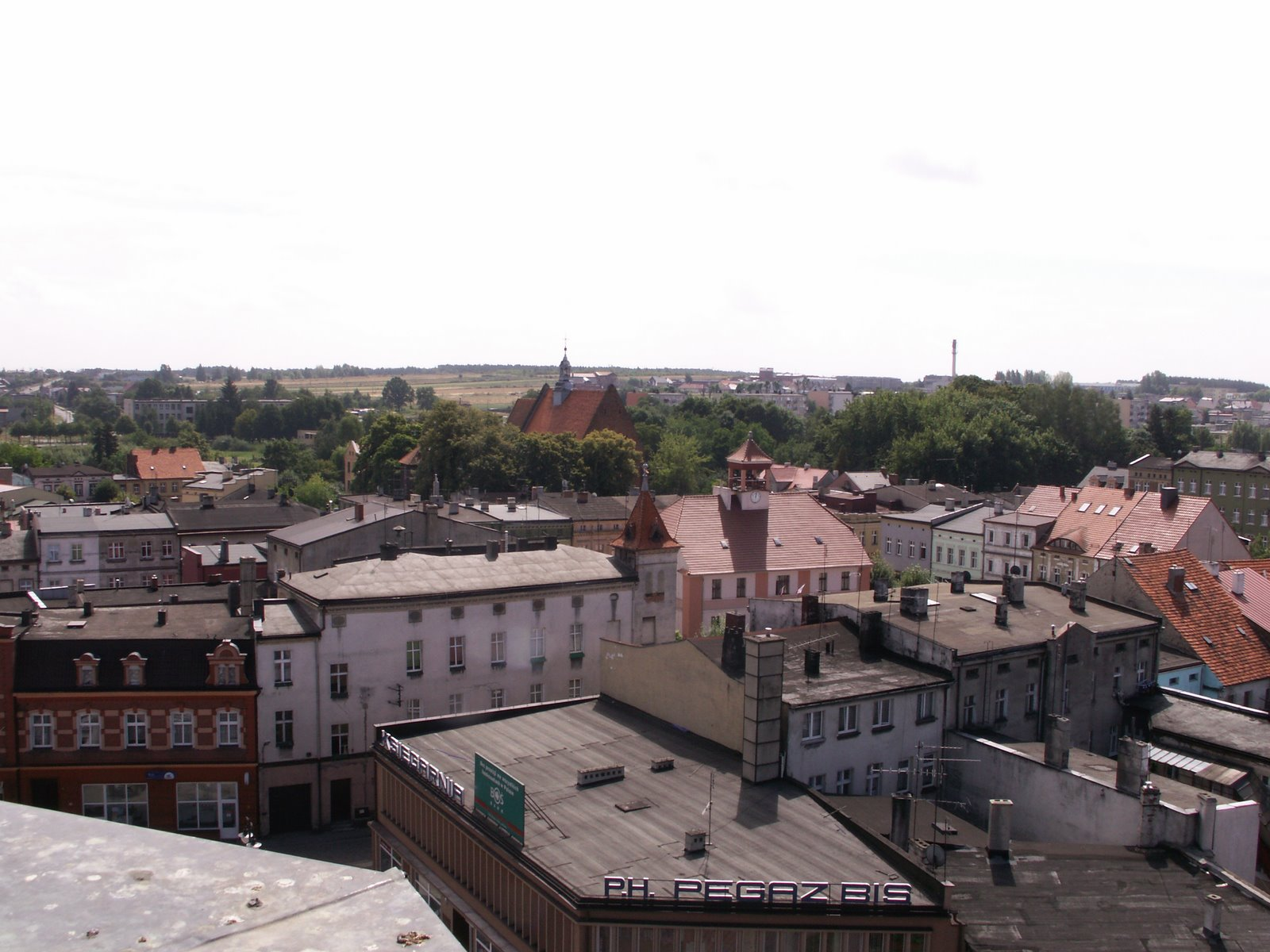
Widok z baszty zamkowej na Ostrzeszów

Początek budowy zamku jako elementu fortyfikacyjnego przyjmuje się na I połowę XIV wieku, kiedy to Kazimierz Wielki rozpoczął potężne przedsięwzięcie, aby wzmocnić ochronę granic Polski. Wybudowany na sztucznie usypanym wzniesieniu zamek obronny był siedzibą starosty ostrzeszowskiego. Zburzony został w czasie najazdu szwedzkiego. Pomimo że częściowo go odbudowano i do końca XVIII wieku był siedzibą sądu, nigdy już nie wrócił do dawnej świetności.
Ostrzeszowski zamek jest typowym przykładem zamku nizinnego. Na podstawie zachowanych fragmentów murów można zrekonstruować jego wygląd pierwotny. Zamek zbudowano z cegły na planie prostokąta o wymiarach ok. 27 na 39 metrów. Pięciokondygnacyjna, 24-metrowa wieża wzniesiona jest z cegły na planie kwadratu. Na wysokości 11 m przechodzi w ośmiobok. Baszta zamkowa była wieżą strażniczą i mieszkalną, ale i wieżą ostatecznej obrony. Mury baszty grube są od 2,4 do 2,4 metrów. Wejście do niej znajduje się od strony północnej na wysokości drugiej kondygnacji. Obok niej znajdowała się brama prowadząca na dziedziniec zamkowy, otoczony murami obwodowymi. Od strony północno-zachodniej dziedziniec zamykał murowany dom. W nim znajdowała się sala sądowa i inne dwa pomieszczenia, w których przechowywano księgi grodzkie. Pozostałe budynki dla służby i zabudowania gospodarcze były drewniane. Zamek przed spaleniem otoczony był fosą, przez którą prowadził most z poręczami. Zamek użytkowany był do 1785 roku i potem powoli przemieniał się w ruinę. W roku 1843 został rozebrany. Był to element świadomej polityki niszczenia przez zaborcę polskich dóbr. Zachowała się jednak baszta zamkowa. W roku 1960 została odrestaurowana i zaadaptowana do celów muzealnych oraz wystawowych. Jest ona również punktem widokowym, z którego podziwiać można panoramę miasta. Na dziedzińcu zamkowym organizowane są z kolei imprezy plenerowe. W maju 2008 roku baszta zyskała efektowne oświetlenie.

### Klasztor pobernardyński

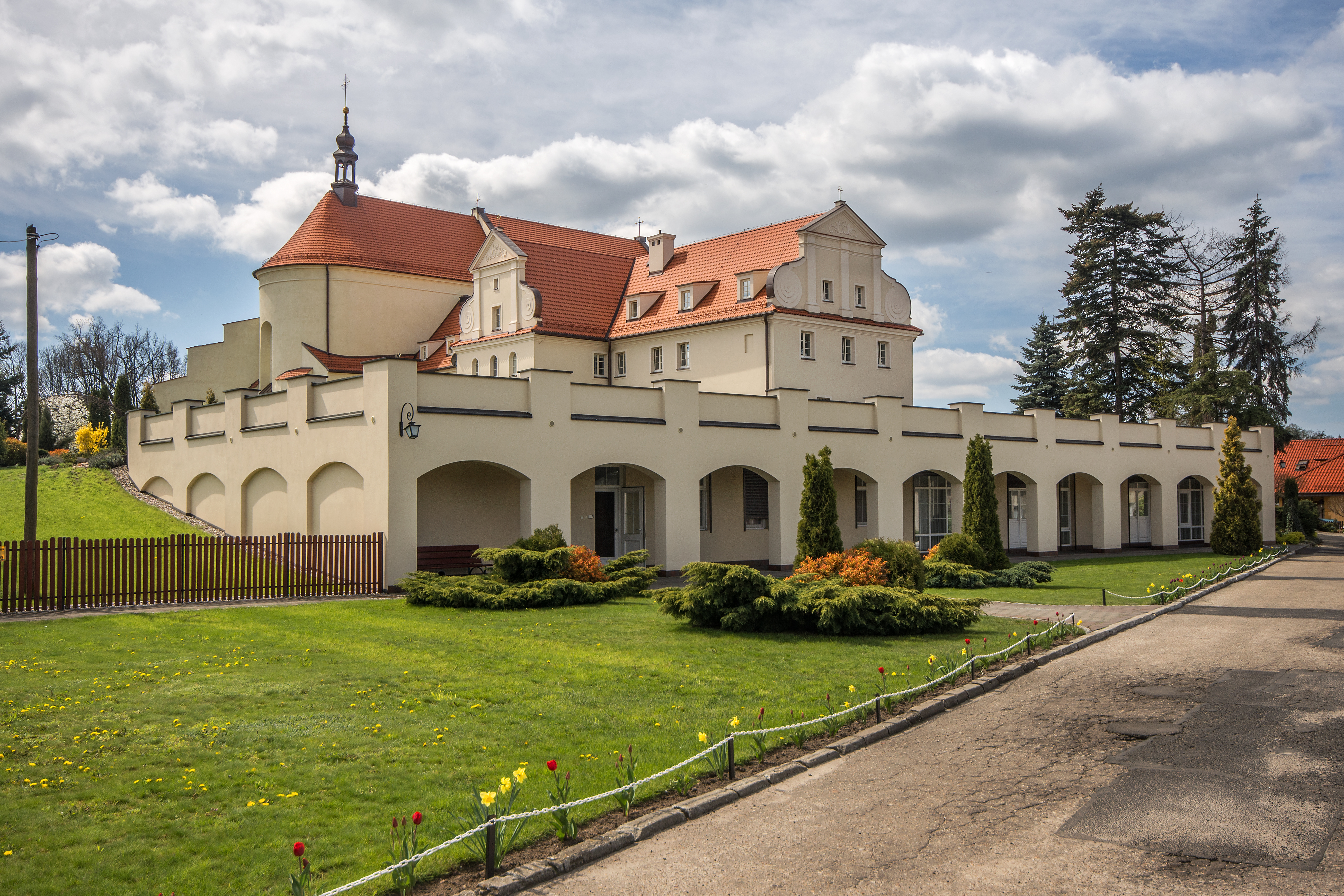
Klasztor s. nazaretanek

Kościół pobernardyński z klasztorem, wzniesiony na wzgórzu w XVII w. W lipcu 1629 zjazd szlachty wieluńskiej uchwalił założenie klasztoru z kościołem pw. św. Michała Archanioła dla zakonu bernardynów. Pierwotnie w 1638 zbudowano kościół i klasztor z drewna, na miejscu, na którym wznosi się obecnie kościół murowany. W czasie najazdu szwedzkiego w 1656 zabudowania klasztorne zostały spalone; przedtem kościół ograbiono. W latach 1680–1740 pobudowano obecną świątynię, a konsekrował ją biskup Sommerfeld w 1741. Budowlę w stylu barokowym wzniesiono z cegły otynkowanej. Dzwonnicę z 1810 rozebrano w 1946. Prezbiterium ma powierzchnię 8 × 7 m, przy 11 m wysokości, nawa natomiast 8 × 16 m i 13 m wysokości. Wewnątrz na ścianach widoczne są herby rodów, które były fundatorami klasztoru i kościoła: Psarskich, Leszczyńskich, Siewierskich, Krakowskich, Karśnickich i Wężyków, rzeźby upamiętniające Rafała i Jana Leszczyńskich oraz polichromia późnobarokowa, wykonana w 1740 przez Antoniego Ignacego Linkiego (napis nad chórem muzycznym). Obok kościoła znajduje się kaplica św. Tadeusza Judy z osiemnastowiecznym obrazem patrona w barokowym ołtarzyku. Obecnie klasztor zajmują siostry nazaretanki.

### Kościół św. Mikołaja

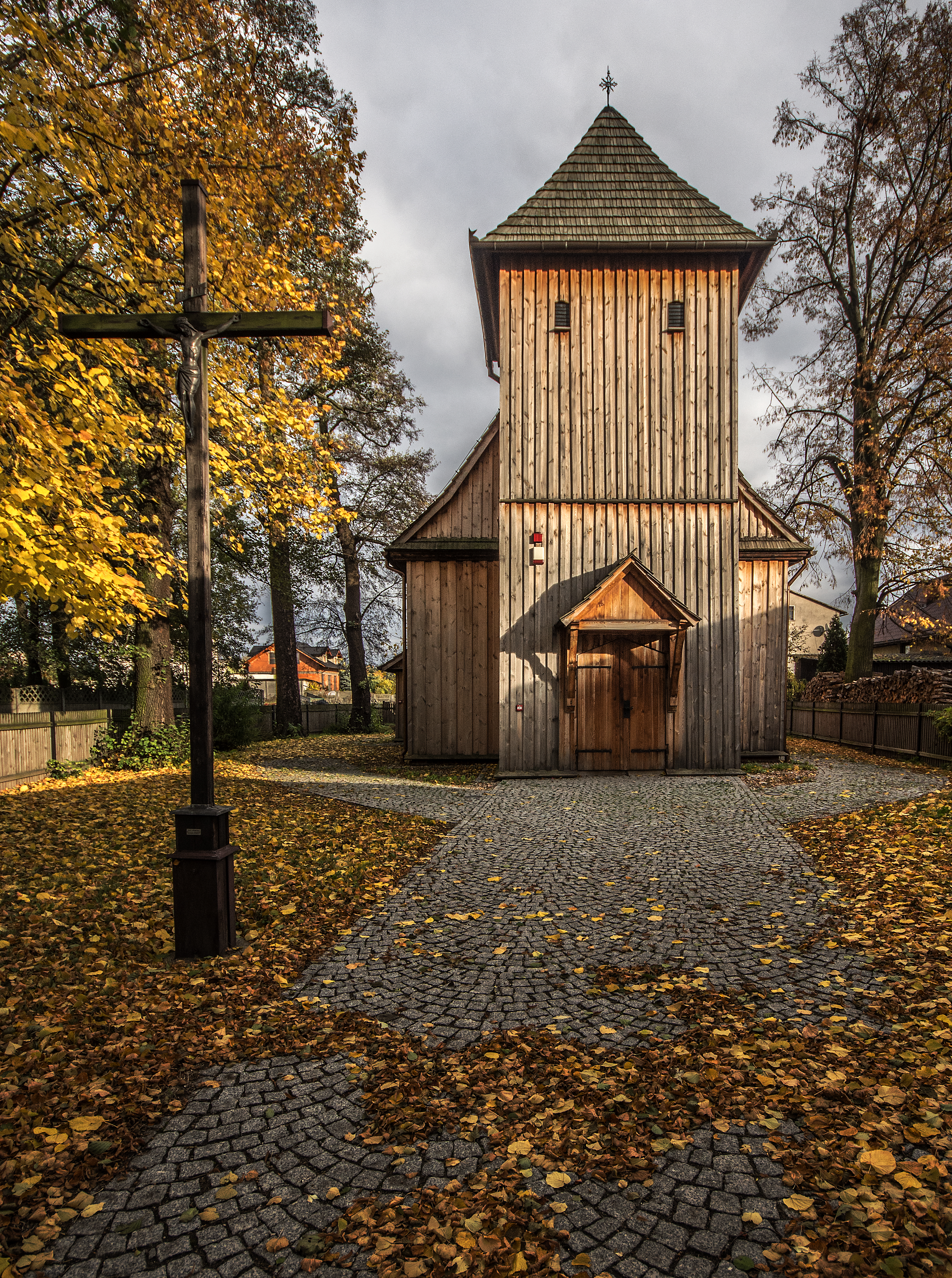
Drewniany kościół pw. św. Mikołaja z 1758 r.

Kościół filialny pw. św. Mikołaja usytuowany we wschodniej części miasta na przedmieściu św. Mikołaja. Kościół był wzmiankowany w 1659. Zachowana do dziś drewniana budowla została wzniesiona w 1758, o czym informuje napis na chórze muzycznym.
Kościół św. Mikołaja stanowi przykład tradycyjnego budownictwa drewnianego. Składa się on z prostokątnej nawy i węższego, zamkniętego trójbocznie prezbiterium z niewielką zakrystią od południa. Od zachodu do nawy przylega niewysoka wieża. Ściany kościoła wykonano w konstrukcji zrębowej, wieżę – w konstrukcji słupowej. Z zewnątrz kościół jest oszalowany. Nakrywa go dwuspadowy dach, kryty gontem, zwieńczony wieżyczką sygnaturki. Do kościoła prowadzą stare, klepkowe drzwi w wieży zachodniej. Wnętrze nakryte jest płaskim stropem. Zachowała się tu profilowana belka tęczowa z barokowym krucyfiksem. W części zachodniej naw znajduje się drewniany chór muzyczny, wsparty na dwóch słupach. Na ścianach zachowała się polichromia o charakterze ludowego baroku, pochodząca z czasów budowy kościoła. Wyposażenie kościoła pochodzi głównie z XVII i XVIII w. Należą do niego późnobarokowe ołtarze: główny (1771) oraz dwa boczne, ambona, liczne obrazy i barokowe rzeźby. Jednak najbardziej cennymi elementami wystroju świątyni są umieszczone w barokowych ołtarzach rzeźby późnogotyckie, powstałe w początkach XVI w.: w ołtarzu głównym znajduje się figura św. Mikołaja, w ołtarzach bocznych – wyobrażenie Matki Boskiej z Dzieciątkiem i św. Katarzyny. Figury te, ponad metrowej wysokości, wchodziły niegdyś w skład jednego ołtarza. Trzy dzwony kościoła pochodzą z fundacji Ignacego Mosia. Kościół nie jest otwarty publicznie. Kościół obecnie przechodzi remont, a msze w okresie wiosenno-letnio-zimowym odbywają się w niedzielę o 20:00 oraz we wtorki o 16:00.

### Kościół Matki Boskiej Wniebowziętej

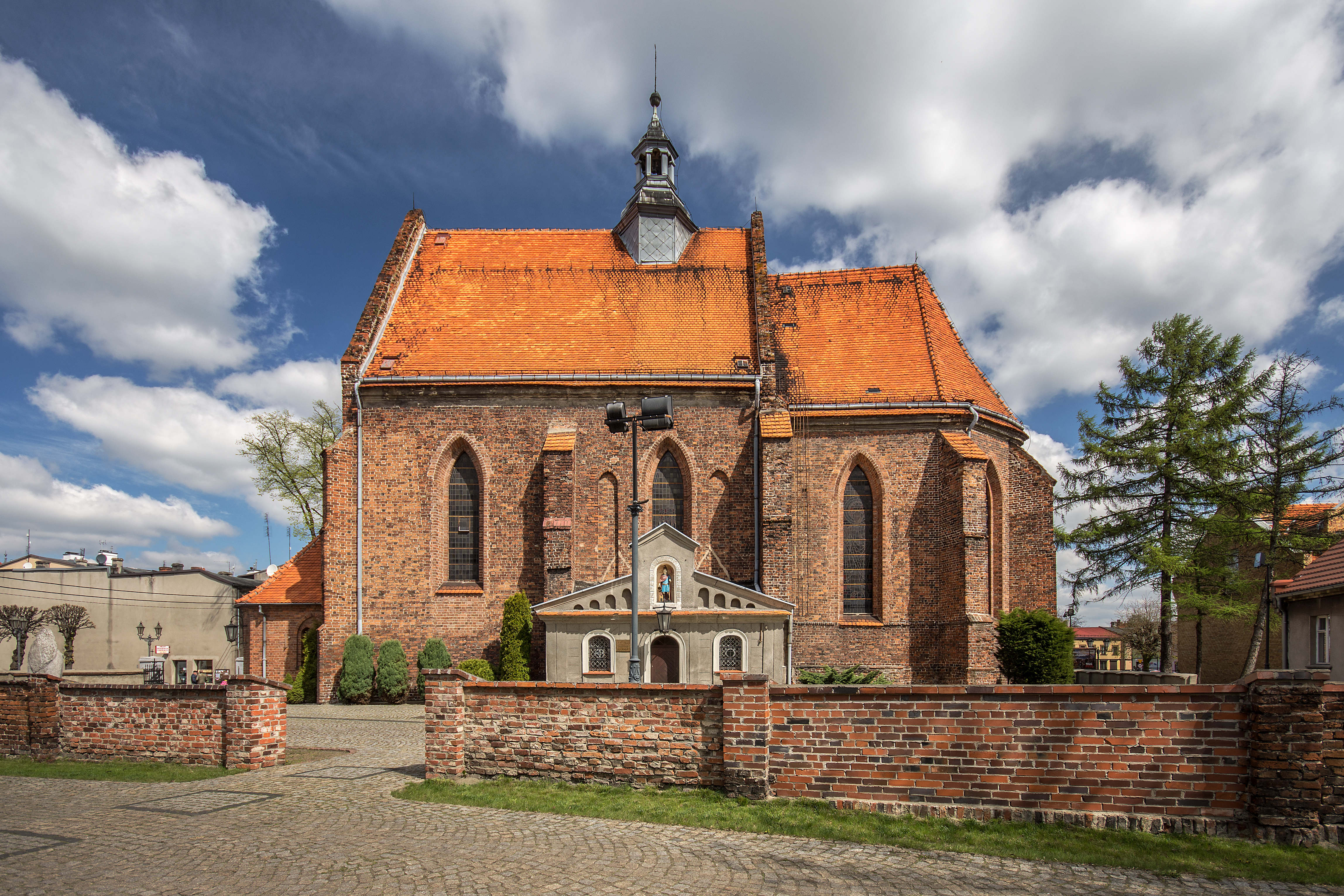
Kościół farny z XIV w.

Ostrzeszowski kościół farny leży na wschód od rynku. Powstał bardzo wcześnie – drewniana świątynia została ufundowana w XIII wieku, zaraz po założeniu miasta. Obecne prezbiterium wzniesiono w stylu późnogotyckim ok. 1337 roku. Niezbyt dużą nawę postawiono po zawaleniu się stropu poprzedniej w końcu XV wieku. Wyposażenie jego wnętrza pochodzi z przełomu XVIII i XIX w., starsze są jedynie niewielkie późnogotyckie rzeźby z początku XVI wieku na belce tęczowej.
W latach 1955–1959 przeprowadzono w kościele prace konserwatorskie pod kierunkiem prof. Ewy Marxen-Wolskiej, w wyniku których odsłonięto dekoracje malarskie ścian. Okazało się, że we wnętrzu świątyni znajdują się fragmenty polichromii z sześciu różnych okresów. Takiej różnorodności malowideł nie ma w żadnym innym wielkopolskim kościele.
Najstarsze są fragmenty średniowiecznych fresków z końca XIV wieku, zachowane w prezbiterium. Tu elementy konstrukcyjne na cegłach podkreślano czerwoną farbą z białymi spoinami, a u nasady żeber zamiast wsporników namalowano czerwone, stylizowane maszkarony. Na lewej ścianie przetrwał fragment kompozycji figuralnej z częściowo tylko widoczną postacią św. Krzysztofa.
Po wzniesieniu nawy na jej ścianach powstało na początku XVI wieku kilka malowideł, między innymi cykl scen pasyjnych z prawej strony. Są to dość prymitywne kompozycje, malowane konturami z wypełnieniem barwnym pośrodku.
Renesansowa dekoracja powstała w 1545 roku. Składają się na nią scena Modlitwy w Ogrójcu w ozdobnym obramieniu malarskim na ścianie tęczowej, Droga Krzyżowa na lewej ścianie nawy w podobnym obramieniu i gorzej zachowana na prawej ścianie Św. Anna Samoczwart, nad którą umieszczono herby Jagiellonów pośrodku, z lewej Bony Sforzy, a z prawej Poraj. Z tego samego czasu pochodzi baldachim namalowany na lewej ścianie prezbiterium, który prawdopodobnie był zwieńczeniem tronu biskupiego.

## Demografia

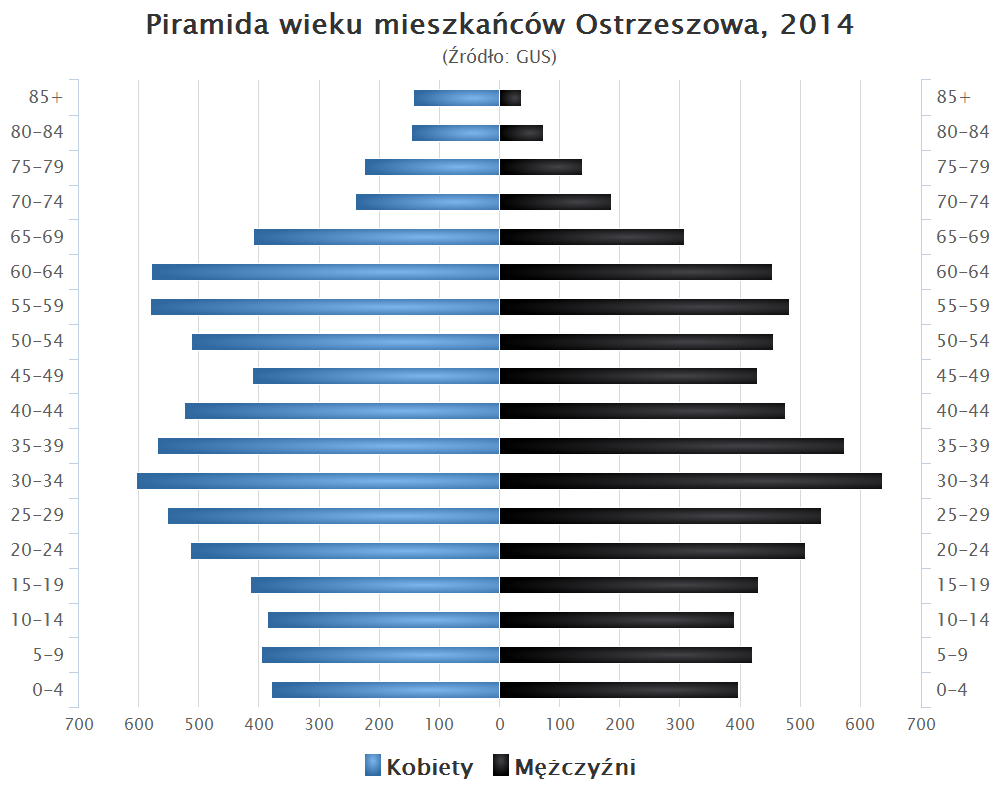
Piramida wieku mieszkańców Ostrzeszowa w 2014 roku

## Gospodarka
W mieście znajduje się podstrefa Łódzkiej Specjalnej Strefy Ekonomicznej. Swoje siedziby ma tu wiele zakładów produkcyjnych m.in.:
- Pollena Ostrzeszów S.A.
- Drop S.A.
- Ema-Elfa  Sp. z o.o.
- Mayr Polska Sp. z o.o.
- Trasko-Inwest sp. z o.o.
- Euros Sp. z o.o.
- Meblomark
- PPHU Fumo Ostrzeszów Sp. z o.o.
- Tulcon S.A.

## Transport

### Transport drogowy
Przez Ostrzeszów przebiegają drogi krajowe i wojewódzkie:
- 11 Kołobrzeg – Poznań – Ostrzeszów – Bytom
- 444 Ostrzeszów – Krotoszyn
- 449 Syców – Ostrzeszów – Błaszki

W pobliżu miasta planowana jest droga ekspresowa S11, która stanowić będzie jego obwodnicę, przejmując ruch z prowadzącej obecnie przez centrum drogi 11.

### Transport kolejowy

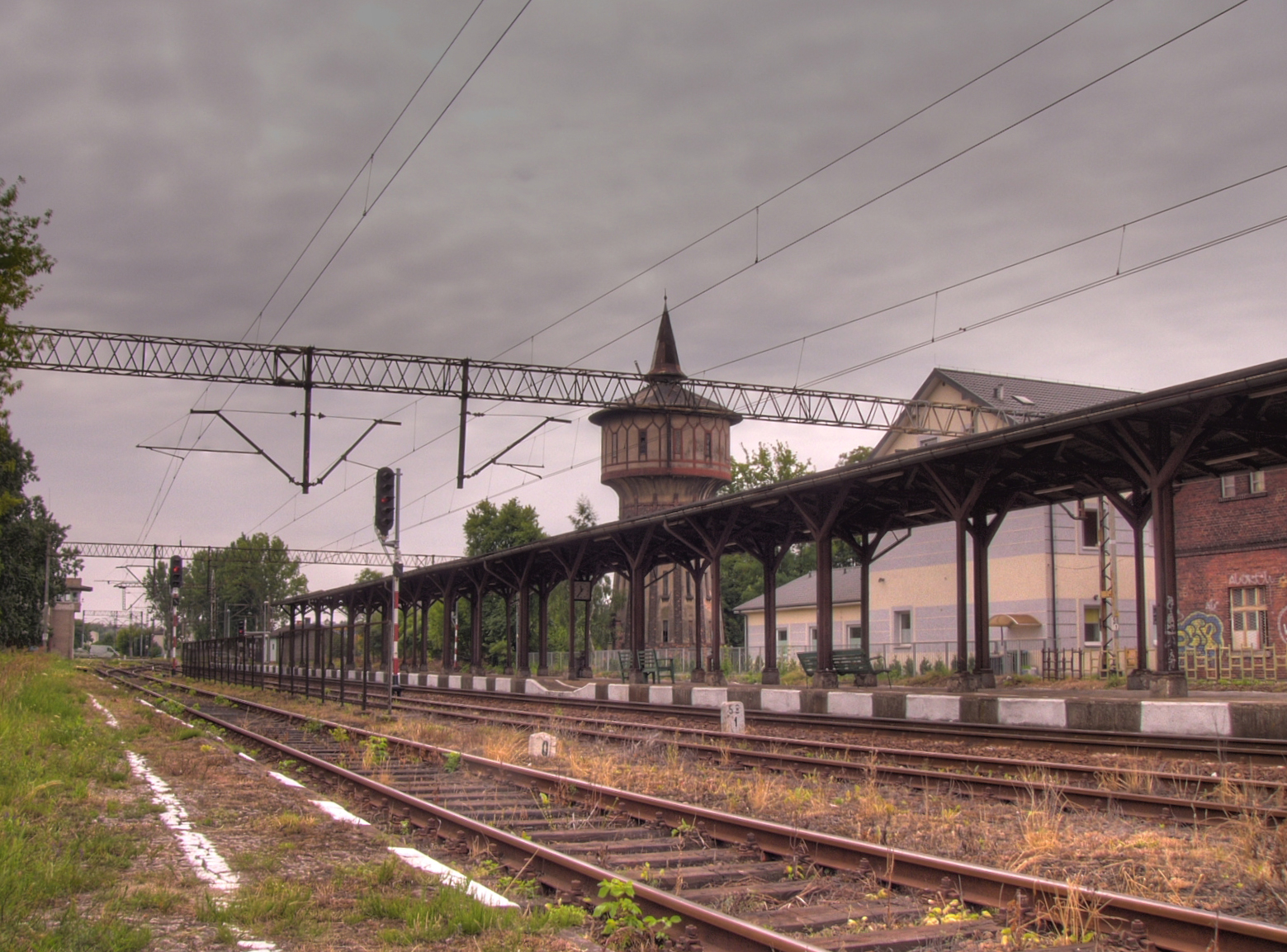
Dworzec kolejowy w Ostrzeszowie

Przez Ostrzeszów przebiegają dwie linie kolejowe:
- 272 Kluczbork – Ostrzeszów – Poznań Główny
- 383 Ostrzeszów – Namysłaki (nieczynna)

Przewoźnicy kolejowi oferują bezpośrednie połączenia z Ostrzeszowa do wielu miejscowości położonych zarówno w województwie wielkopolskim jak i w innych województwach.

### Komunikacja miejska
W mieście funkcjonują 2 linie bezpłatnej komunikacji autobusowej organizowanej przez urząd miasta i gminy. Oferują one połączenia z centrum do okolicznych miejscowości. Kursy realizowane są przez prywatnego przewoźnika.

## Przyroda
- Las Ostrzeszów

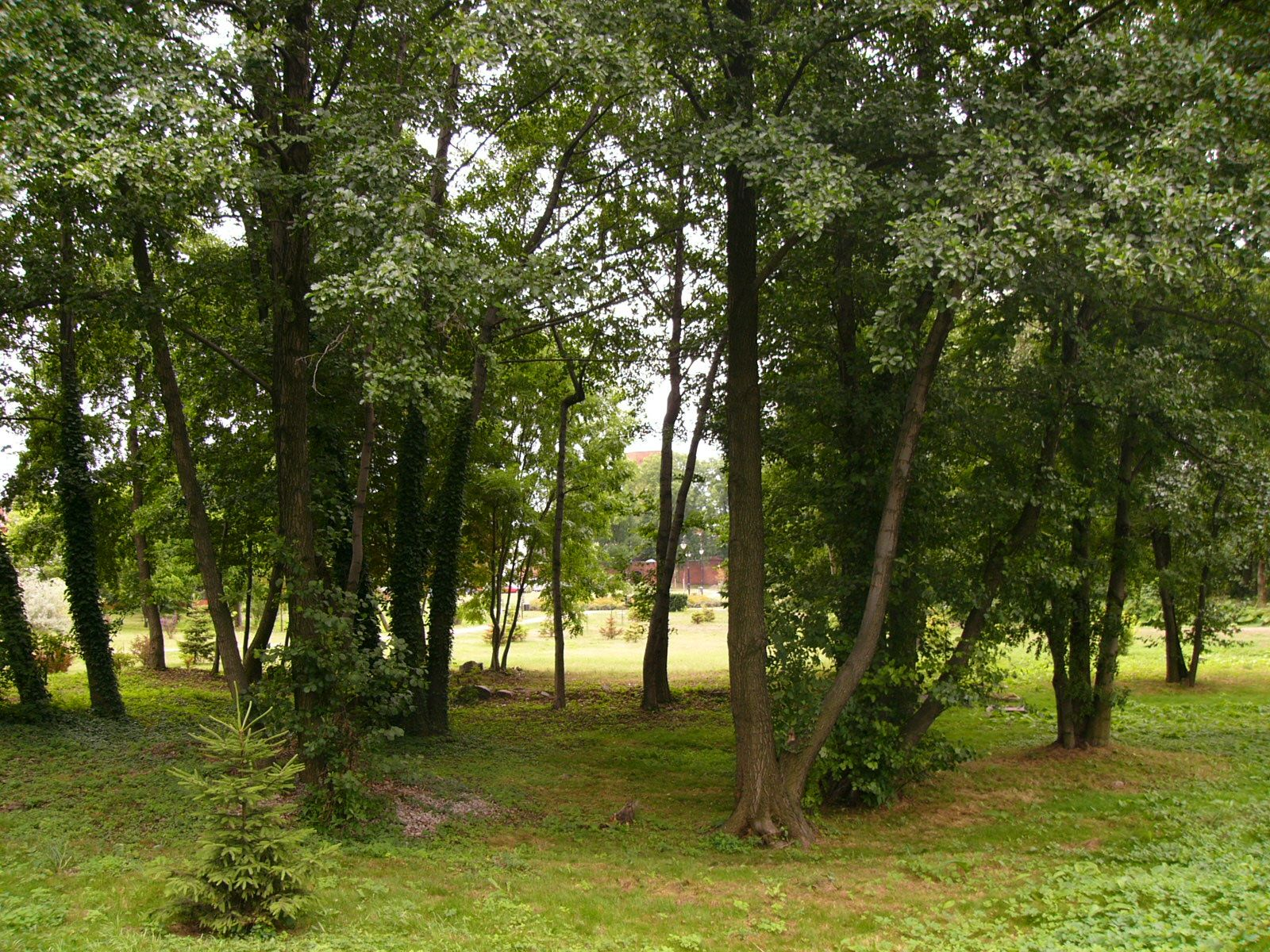
Park im. Jana Pawła II

- Obszar chronionego krajobrazu Wzgórza Ostrzeszowskie i Kotlina Odolanowska[potrzebny przypis].

## Edukacja i kultura
- Szkoły podstawowe

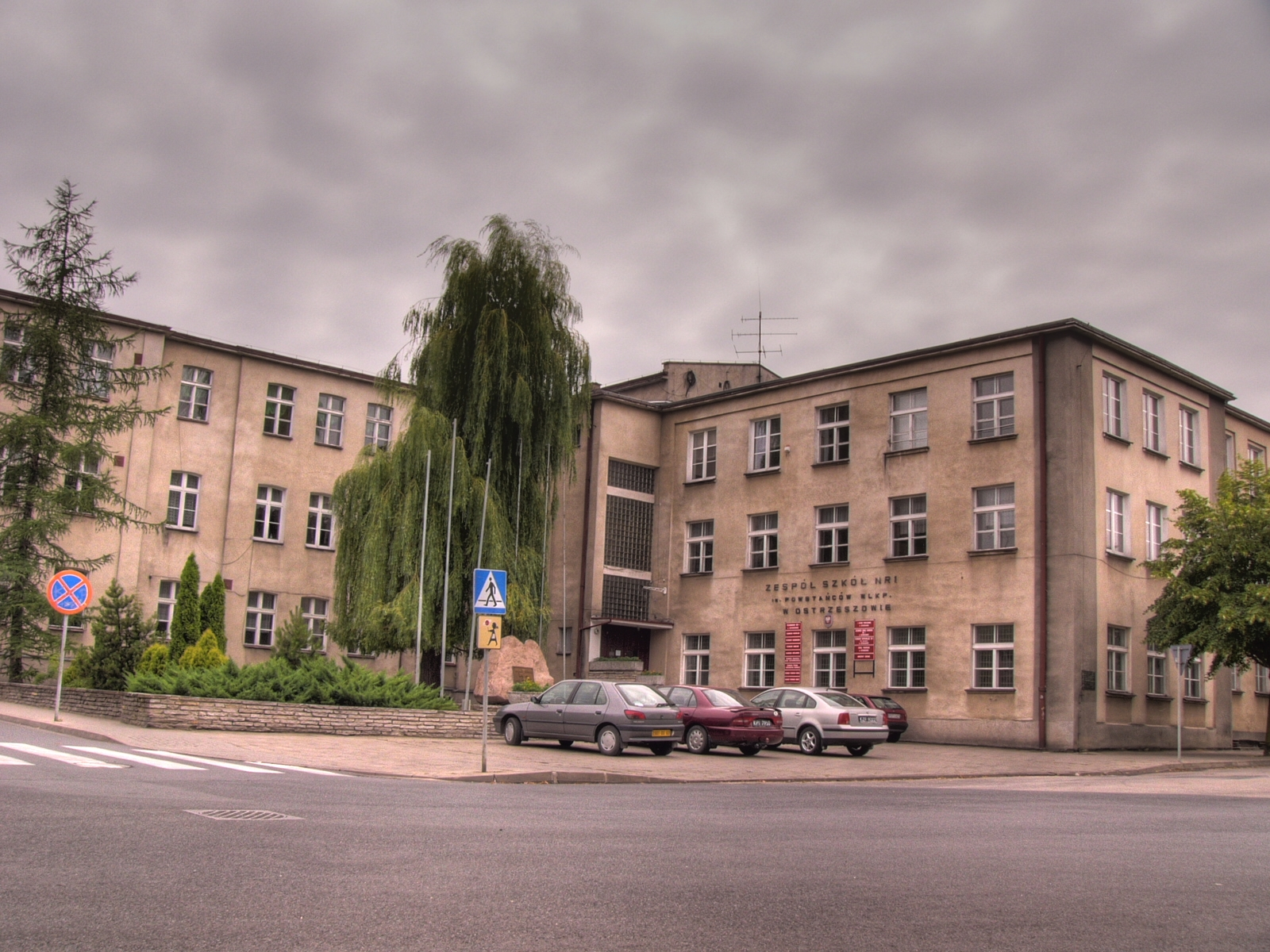
Zespół Szkół nr 1 im. Powstańców Wielkopolskich

  - Szkoła Podstawowa nr 1 im. Henryka Sienkiewicza
  - Szkoła Podstawowa nr 2 im. Marii Dąbrowskiej
  - Szkoła Podstawowa Specjalna, działająca przy Specjalnym Ośrodku Szkolno-Wychowawczym w Ostrzeszowie
- Szkoły ponadpodstawowe
  - I Liceum Ogólnokształcące im. Marii Skłodowskiej-Curie w Ostrzeszowie
  - Zespół Szkół nr 1 im. Powstańców Wielkopolskich
  - Zespół Szkół nr 2 im. Przyjaźni Polsko-Norweskiej (w dwóch lokalizacjach)[potrzebny przypis].

Miejska Biblioteka Publiczna w Ostrzeszowie powstała we wrześniu 1946 i posiadała na początku działalności księgozbiór liczący 191 egzemplarzy, z którego skorzystało 177 czytelników. W czasie swojej historii biblioteka posiadała 6 lokalizacji (od 1946 u zbiegu ul. Powstańców Wielkopolskich i Przesmyk; od 1948 narożnik ul. gen. Sikorskiego i Sportowej; od 1951 Rynek 14; od 1958 ul. gen. Sikorskiego 14; od 1965 ul. gen. Sikorskiego 12; od 1969 ul. Borek). Od 15.10.1972 nosi imię Stanisława Czernika. W 1975 w związku z kasacją powiatu bibliotekę przemianowano na Bibliotekę Publiczną Miasta i Gminy z filiami w Rogaszycach, Szklarce Przygodzickiej, Siedlikowie i w ostrzeszowskim szpitalu. Do dyspozycji prawie 3 tysięcy czytelników było wówczas około 30 tysięcy książek, a obecnie z około 70 tysięcy woluminów korzysta około 2600 osób, jest to ok. 10% mieszkańców miasta i gminy Ostrzeszów.
W Ostrzeszowie działa filia Książnicy Pedagogicznej im. Alfonsa Parczewskiego w Kaliszu.

## Wspólnoty wyznaniowe
- Kościół rzymskokatolicki:
  - parafia Chrystusa Króla
  - parafia św. Jadwigi Królowej
  - parafia Wniebowzięcia NMP
- Kościół Ewangelicko-Augsburski

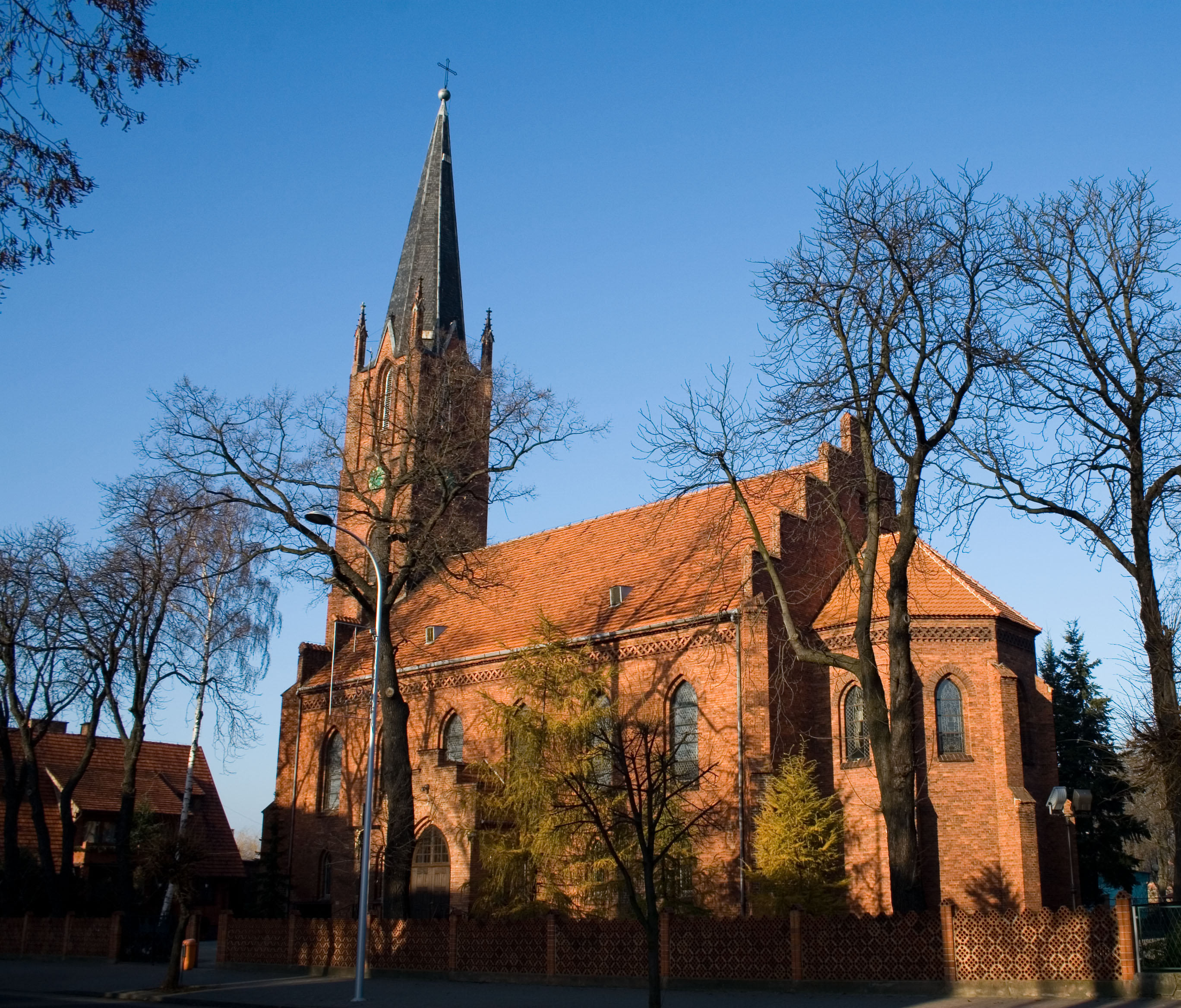
Poewangelicki kościół pw. Chrystusa Króla

  - dom parafialny z kaplicą filialną parafii ewangelicko-augsburskiej w Kępnie[14][15]
- Świadkowie Jehowy:
  - zbór Ostrzeszów[16]
- Świecki Ruch Misyjny „Epifania”:
  - zbór w Ostrzeszowie[17]

## Media lokalne
Gazety
- „Czas Ostrzeszowski”[18]
- „Twój Puls Tygodnia”[19]
- „Nasze Strony Ostrzeszowskie”[20]

Czasopisma:
- Kwartalnik „Ostrzeszowska Kultura”. Historia. Samorząd[21]

Stacje radiowe:
- Radio Eska Ostrzeszów
- Radio Sud Ostrzeszów

Portale internetowe:
- ostrzeszowinfo.pl[22]
- ostrzeszow.naszemiasto.pl

## Sport

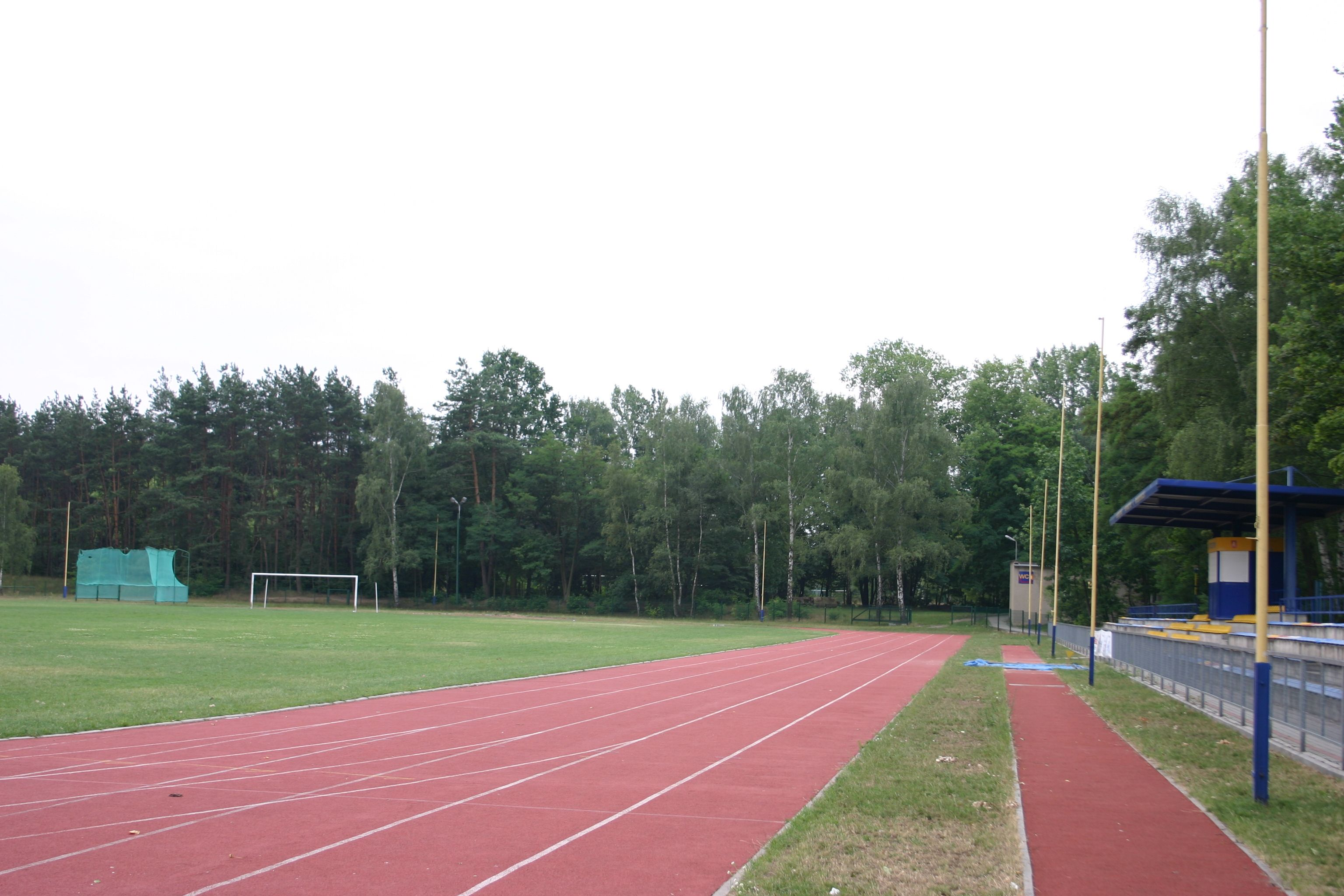
Stadion im. Janusza Kusocińskiego

- Victoria Ostrzeszów – piłka nożna,
- MKS TS Trasko Ostrzeszów – tenis stołowy,
- UKS Piast Poprawa Ostrzeszów – Tenis stołowy
- UKS Koliber Ostrzeszów – piłka siatkowa,
- Od 1965 r. organizowane są Crossy Ostrzeszowskie, czyli cykl biegów przełajowych dla dzieci, młodzieży i dorosłych. Od 1984 pod patronatem Polskiego Komitetu Olimpijskiego. W ramach Crossów Ostrzeszowskich organizowane są Mistrzostwa Polski w Biegach Przełajowych.

Ostrzeszowski Ośrodek Sportu i Rekreacji w 2003 roku został wyróżniony jako Najlepszy Obiekt Turystyki Aktywnej w województwie Wielkopolskim. W jego skład wchodzi kemping, otwarty basen, stadion lekkoatletyczny, boiska oraz kryta pływalnia „Oceanik”. W dniach 12 i 13 kwietnia 2008 roku równolegle z Crossem zostały zorganizowane „Mistrzostwa Świata Organizacji INAS-FID osób z umysłowym niedorozwojem w biegach przełajowych”.
Od 20 lat w Ostrzeszowie w kwietniu odbywa się Ogólnopolski Turniej Piłki Siatkowej dziewcząt. Rozgrywki odbywają się w hali przy Gimnazjum nr 2 i w sali przy Liceum Ogólnokształcącym przy ulicy Zamkowej.

## Współpraca międzynarodowa

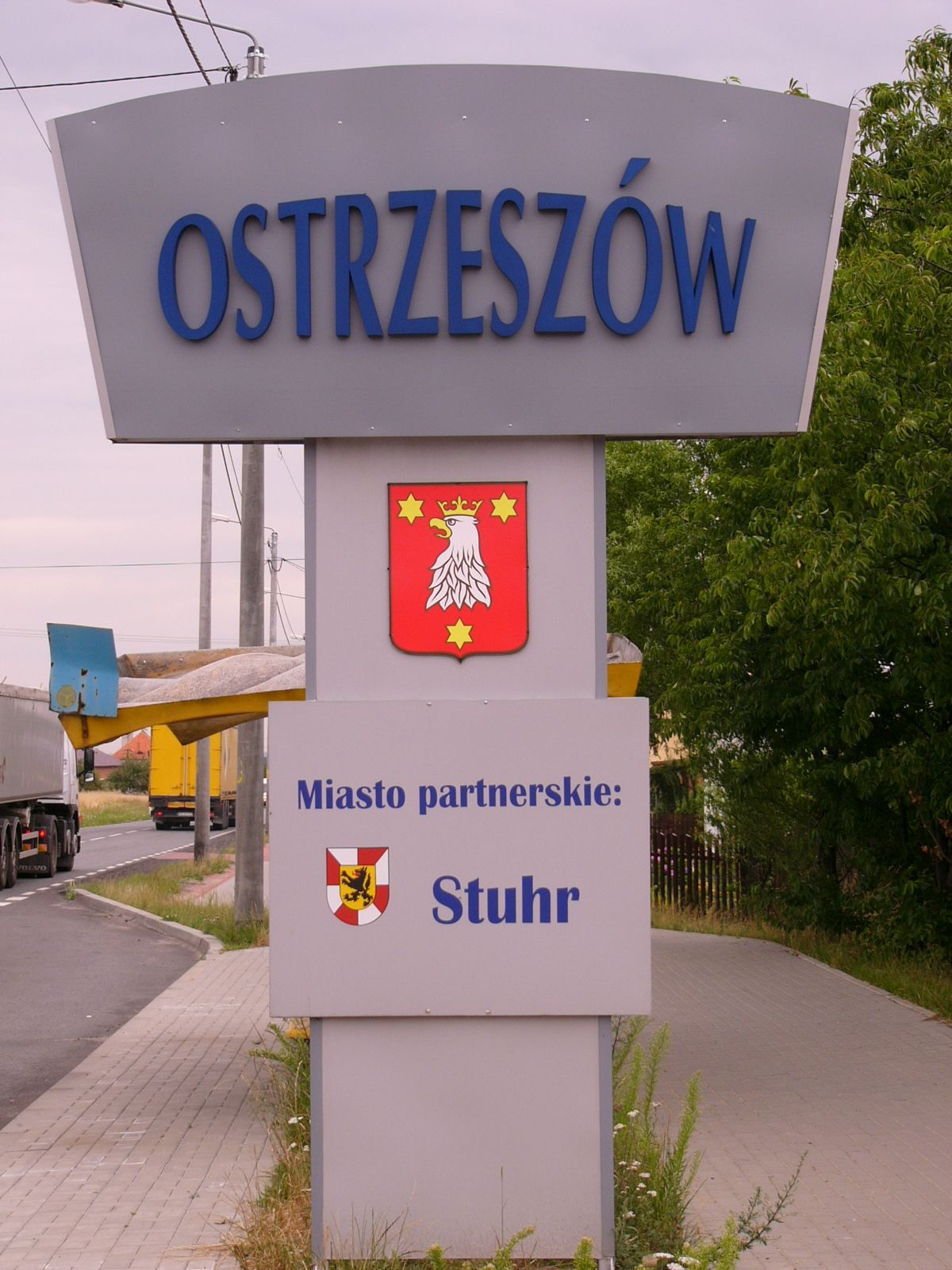
Witacz Ostrzeszów

Miasta i gminy partnerskie:  Stuhr, Blankenburg